# Jurij Forman
Jurij Forman (hebr.) יורי פורמן (ros.) Юрий Форман (ang.) Yuri Foreman (ur. 5 sierpnia 1980 w Homlu) – izraelski bokser, były zawodowy mistrz świata organizacji WBA w kategorii lekkośredniej (do 154 funtów).
Karierę zawodową rozpoczął w styczniu 2002 roku. Do końca 2006 roku stoczył dwadzieścia dwie zwycięskie walki. W czerwcu 2007 roku pokonał niejednogłośnie na punkty Anthony’ego Thompsona. Takim samym rezultatem zakończyła się jego następna walka, w grudniu tego samego roku, z Andrijem Tsurkanem.
W 2008 roku stoczył trzy walki. W kwietniu pokonał jednogłośnie na punkty Saula Romana, w październiku, również na punkty, pokonał Vinroya Barretta, a niecałe dwa miesiące później odniósł zwycięstwo nad Jamesem Moore’em.
W czerwcu 2009 roku zmierzył się w walce eliminacyjnej federacji IBF z Corneliusem Bundrage. W trzeciej rundzie Foreman doznał kontuzji po przypadkowym zderzeniu głowami i był niezdolny do kontynuowania pojedynku. W konsekwencji walka została ogłoszona jako nieodbyta.
14 listopada 2009 roku zmierzył się w Las Vegas z ówczesnym mistrzem świata WBA Danielem Santosem i pokonał go jednogłośnie na punkty w stosunku 116-110, 117-109 i 117-109. Santos był też dwukrotnie liczony – w drugiej i dwunastej rundzie. Foreman odebrał mu tym samym pas mistrzowski. 5 czerwca 2010 roku stracił go, przegrywając w Nowym Jorku przez techniczny nokaut z Miguelem Angelem Cotto. Na wynik walki miała wpływ kontuzja kolana izraelskiego pięściarza, który 6 dni później poddał się operacji. Po ponad 8-miesięcznej przerwie powrócił na ring 12 marca 2011 roku w walce z Pawłem Wolakiem. Przegrał z nim w szóstej rundzie, gdy został poddany przez własny narożnik, doznając drugiej porażki w karierze.